# هيروشي يامازاكي
هيروشي يامازاكي (باليابانية: 山崎博) هو مصور ياباني، ولد في 21 سبتمبر 1946 في طوكيو في اليابان، وتوفي في 5 يونيو 2017.